# Wilhelm von Schmid
Friedrich Wilhelm Anton von Schmid (* 15. März 1806 in Wesel; † 30. März 1882 in Wiesbaden) war ein preußischer Generalmajor.

## Leben

### Herkunft
Wilhelm war ein Sohn des preußischen Sekondeleutnants Andreas Schmid (1763–1806) und dessen Ehefrau Therese, geborene von Hayn (1773–1815). Sein Vater war Proviantmeister im Depot-Bataillon des Infanterieregiments „Kurfürst von Hessen“ in Hameln.

### Militärlaufbahn
Nachdem Schmid schon früh seine Eltern verloren hatte, kam er in das Berliner Kadettenhaus und wurde am 15. April 1823 als Portepeefähnrich dem 32. Infanterie-Regiment der Preußischen Armee überwiesen. Dort avancierte er bis Mitte September 1846 zum Hauptmann und Kompaniechef. Während des Ersten Schleswig-Holsteinischen Krieges wechselte Schmid am 20. November 1848 in Schleswig-Holsteinische Dienste. Als Major und Führer eines Jägerkorps nahm Schmid an den Gefechten von Auenbüll, Kolding, Gutsö und Frederika teil. Bei Frederika wurde er verwundet und mit dem Roten Adlerorden IV. Klasse mit Schwertern ausgezeichnet.
Am 25. April 1850 wechselte er zurück in preußische Dienste, wurde als Hauptmann dem 32. Infanterie-Regiment zugeordnet und am 8. Juni 1850 als Kompaniechef in das 11. Infanterie-Regiment versetzt. Er wurde am 6. März 1752 Major und Kommandeur des I. Bataillons im 18. Landwehr-Regiment in Posen. Am 4. Dezember 1856 wurde er Bataillonskommandeur des 10. Infanterie-Regiments und Anfang April 1857 zum Oberstleutnant befördert. Unter Stellung à la suite beauftragte man Schmid am 19. Mai 1859 mit der Führung des 18. Infanterie-Regiments. Mit der Beförderung zum Oberst wurde er am 31. Mai 1859 zum Regimentskommandeur ernannt. Am 7. April 1863 folgte unter Stellung à la suite seines bisherigen Regiments die Ernennung zum Kommandeur der 25. Infanterie-Brigade sowie am 22. September 1863 die Beförderung zum Generalmajor. Als es 1864 zum Krieg gegen Dänemark kam, nahm Schmid am Sturm auf die Düppeler Schanzen sowie am Übergang nach Alsen teil. Dafür wurde er mit dem Roten Adlerorden II. Klasse mit Eichenlaub und Schwertern am Ringe sowie mit dem Kommandeurskreuz des Leopoldsordens mit Kriegsdekoration ausgezeichnet. Am 10. Januar 1865 wurde er mit Pension zur Disposition gestellt. Er verstarb am 30. März 1882 in Wiesbaden.
Sein Tagebuch wurde von seinem Sohn im Beiheft zum Militär-Wochenblatt 1914 Heft 2 und 3 veröffentlicht.

### Familie
Schmid heiratete am 7. November 1850 in Jülich Marie Luise Georgine von Hayn (1829–1919). Das Paar hatte folgende Kinder:
- Eugen Karl Louis Althanasius (* 1860), preußischer Major

⚭ 5. Oktober 1889 Hedwig Bücher
⚭ 26. Juni 1901 Klara Kalau vom Hofe (* 1858)
- Konstantin Ernst Wilhelm Hermann (* 1862) ⚭ Hedwig von Eyb (1865–1924)
- Marie (* 1863)

Am 9. Mai 1794 wurde der preußische Adelsstand für die Nachkommen des Sekondeleutnant Andreas Schmid bestätigt.